# Group TAC

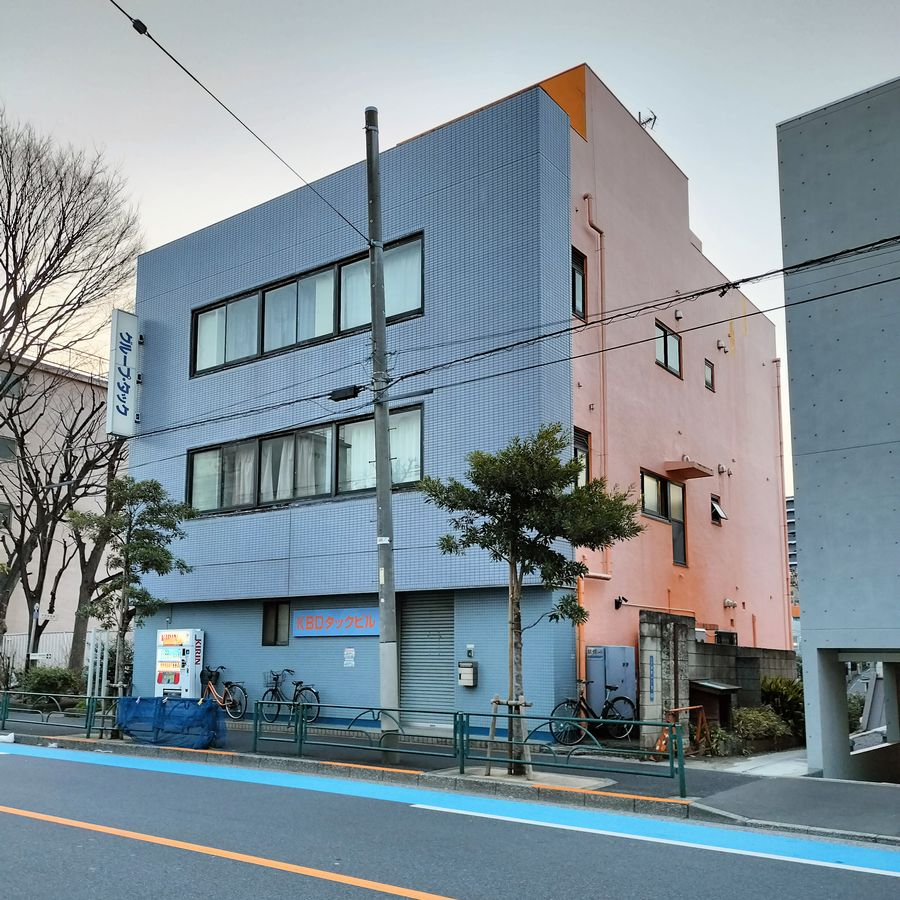
位于涩谷的Group TAC办事处

株式会社Group TAC（日語：株式会社グループ・タック）是一家日本动画制作公司，成立于1968年，并于2010年破产解散。

## 概要
1968年3月，原蟲製作的音響監督田代敦巳在部下明田川進和动画导演杉井儀三郎的建议下，创立Group TAC。公司创立之初主要承接音響制作，从1975年的《漫畫日本昔話》开始统包制作，之后制作出《銀河鐵道之夜》、《棒球英豪》、《翡翠森林狼与羊》等许多动画作品。
公司一直由田代领导，直到他2010年7月去世。同年8月31日，Group TAC向东京地方法院申请破产。

## 作品

### 电视动画
| 首播年份 | 标题                                        | 备注                  |
| -------- | ------------------------------------------- | --------------------- |
| 1975年   | 漫畫日本昔話                                |                       |
| 1976年   | 頑童歷險記                                  |                       |
| 1977年   | 漫畫偉人物語                                |                       |
| 1978年   | 漫畫兒童文庫                                |                       |
| 1980年   | 火のくにものがたり                          |                       |
| 1980年   | ジェレミーの木                              |                       |
| 1982年   | 二死滿壘                                    |                       |
| 1982年   | 心跳今夜                                    |                       |
| 1983年   | 青春野球部Nine                              |                       |
| 1983年   | 忍者小英雄                                  |                       |
| 1983年   | 青春野球部Nine2 恋人宣言                    |                       |
| 1984年   | 青春野球部Nine 完結篇                       |                       |
| 1985年   | 棒球英豪                                    |                       |
| 1987年   | 陽光夥伴                                    |                       |
| 1990年   | 冒險少女娜汀亞                              | 共同制作：GAINAX      |
| 1990年   | 三丁目的夕阳                                |                       |
| 1992年   | 漫畫日本史                                  |                       |
| 1992年   | 小魔女得意妹                                |                       |
| 1993年   | 貓狗寵物街                                  |                       |
| 1993年   | 秀逗泰山                                    |                       |
| 1994年   | 貓狗寵物街 第2期                            |                       |
| 1994年   | 校园恐怖传说 花子来了！！                   |                       |
| 1995年   | 伊沙米大冒險                                |                       |
| 1995年   | 暖暖日記                                    |                       |
| 1995年   | 淘氣小愛神                                  |                       |
| 1995年   | 街头霸王II V                                |                       |
| 1996年   | 妖精狩獵者                                  |                       |
| 1996年   | YAT安心！宇宙旅行                           |                       |
| 1996年   | イーハトーブ幻想〜KENjIの春                 |                       |
| 1997年   | YAT安心！宇宙旅行2                          |                       |
| 1997年   | 小豬萬萬歲                                  |                       |
| 1997年   | 妖精狩獵者II                                |                       |
| 1998年   | アンドロイド・アナ MAICO 2010               | 共同制作：あにまる屋  |
| 1998年   | LET'S 努普努普                              |                       |
| 1998年   | 時空偵探                                    |                       |
| 1998年   | 棒球英豪 Miss Lonely Yesterday 在那之后的你 |                       |
| 1999年   | 火魅子傳                                    |                       |
| 1999年   | 大嘴鳥                                      |                       |
| 1999年   | 看家鼠惠比知由                              |                       |
| 1999年   | 動畫泡泡時間                                |                       |
| 1999年   | 一發危機娘                                  |                       |
| 1999年   | Yo! 我係馬騮精                              |                       |
| 2000年   | 風雲爆彈娘                                  |                       |
| 2001年   | 刃牙                                        |                       |
| 2001年   | 地球防衛家族                                |                       |
| 2001年   | 棒球英豪 CROSS ROAD〜風之速〜               |                       |
| 2001年   | 百變海盜王                                  |                       |
| 2001年   | 足球小將 第3作                              | 制作：MADHOUSE        |
| 2001年   | 功夫小食神                                  |                       |
| 2003年   | 神話遺跡                                    | 共同制作：VISTEC      |
| 2003年   | トントンあったと にいがたの昔ばなし         |                       |
| 2003年   | 我要上太空                                  |                       |
| 2004年   | 戰區88                                      |                       |
| 2004年   | 魔法娜娜咪                                  | 共同制作：ROBOT       |
| 2004年   | 微笑的闪士                                  | 共同制作：Studio live |
| 2004年   | 學園愛麗絲                                  |                       |
| 2004年   | 完美超人Joe                                 |                       |
| 2005年   | 新釋 真田十勇士                             | 共同制作：G&G         |
| 2006年   | 阴守忍者                                    |                       |
| 2006年   | 仰望半月的夜空                              |                       |
| 2006年   | 死神的歌謠                                  |                       |
| 2006年   | TOKKO 特公                                  | 共同制作：AIC Spirits |
| 2006年   | BLACK BLOOD BROTHERS                        | 共同制作：Studio live |
| 2007年   | 鐵子之旅                                    |                       |
| 2007年   | 快樂小兔幸運草                              |                       |
| 2010年   | 花樣河童                                    | 由OLM和XEBEC接手制作  |

### 劇場動畫
- 傑克與豌豆（1974年）
- 11隻貓（日语：11ぴきのねこ）（1980年）
- ヒロシマのうた（1980年）
- 象のいない動物園（1982年）
- ノエルの不思議な冒険（1983年）
- 銀河鐵道之夜（1985年）
- 棒球英豪剧场版系列
  - 棒球英豪剧场版 没有背号的王牌投手（1986年）
  - 棒球英豪剧场版 再见的礼物（1986年）
  - 棒球英豪剧场版 在你离开之后（1987年）
- 權狐（1985年）
- 煙突屋ペロー（復原版）（1987年）
- 紫式部 源氏物語（1987年）
- チロヌップのきつね（1987年）
- 陽光夥伴：夢中有你KA·SU·MI（1988年）
- シニカル・ヒステリー・アワー系列（1988-89年）
- かんからさんしん（1989年）
- 走れ!白いオオカミ（1990年）
- 冒險少女娜汀亞 劇場版（1991年）
- 頑童歷險記（1991年）
- パッチンして! おばあちゃん（1992年）
- 暖暖日記（1993年）
- 貓狗寵物街（1993年）
- 街头霸王II 电影版（1994年）
- 太陽之法（日语：太陽の法）（2000年）
- せかいいちうつくしいぼくの村（2002年）
- 黃金之法（日语：黄金の法）（2003年）
- 翡翠森林狼与羊（2005年）
- 永遠之法（日语：永遠の法）（2006年）
- 佛陀再誕（日语：仏陀再誕）（2009年）
- 小蜜蜂 勇氣的旋律（日语：昆虫物語 みつばちハッチ〜勇気のメロディ〜）（2010年）龍之子製作共同制作
- 卜多力的一生（日语：グスコーブドリの伝記）（2012年）公司破产后，手塚製作接手

### OVA
- 3丁目物語（1989年）
- スイートスポット（1991年）
- 夜不成眠的小故事（日语：眠れぬ夜の小さなお話）（1992年）
- のぞみウィッチィズ（1992年）
- 気分は形而上 実在OL講座（1994年）
- 彌涅耳瓦公主（1995年）
- 變（1997年）
- ねずみくんのチョッキ（1997-1999年）
- きょうしつはおばけがいっぱい（1998年）
- 我是勇者（日语：ぼくはゆうしゃだぞ）（1998年）
- 快打旋風ZERO（Plum共同制作、2000年）
- GRANDEEK～外傳～（アニメイトフィルム共同制作、2000年）
- オトナの童話シリーズ
- おれたち、ともだち!（2002年）
- 深海潛艦707R（2003-2004年）
- 紫陽花之歌（日语：あじさいの唄）（2004年）
- （2008年）